# Десета македонска ударна бригада
Десета македонска ударна бригада НОВЈ формирана је 22. августа 1944. године у селу Црвеној Води на планини Кожуфу од 350 бораца пребачених из Друге македонске НОУ бригаде, а након два дана је од новопридошлих бораца нарасла на 450 бораца. Заједно са Другом и Деветом македонском бригадом 24. августа ушла је у састав 41. македонске дивизије НОВЈ.
Дејствовала је на подручју Тиквешије и рејона Прилепа дуж комуникације Прилеп-Градско-Велес, нападајући немачке колоне које су се повлачиле из Грчке. Током операција за ослобођење Македоније учествовала је у ослобођењу Прилепа, Кичева и Гостивара. Након тога је пребачена у рејон Кичева и 30. децембра 1944. укључена у састав Осме (македонске) дивизије Корпуса народне одбране Југославије.